# Nova Palma
Nova Palma is een gemeente in de Braziliaanse deelstaat Rio Grande do Sul. De gemeente telt 6.693 inwoners (schatting 2009).